# Polarización política

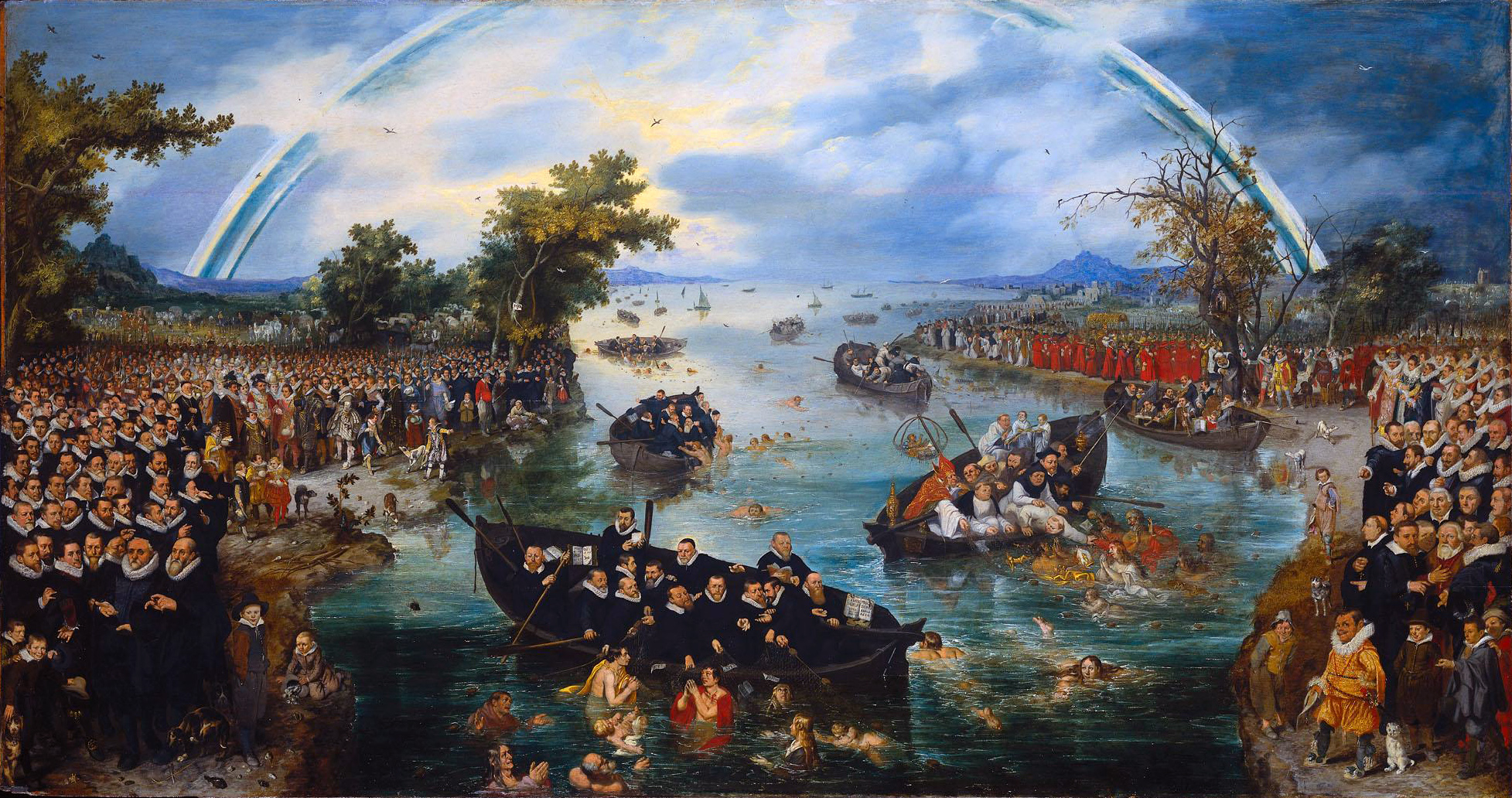
La Pesca de Almas (1614), de Adrián de Venne, una alegoría de la rebelión en los Países Bajos Españoles. A la izquierda, aparecen los protestantes, encabezados por los cabecillas holandeses Mauricio y Federico de Orange-Nassau y los reyes Federico V del Palatinado, Jacobo de Inglaterra, la reina regente María de Médici y el joven Luis XIII de Francia. El grupo de la derecha, son los católicos, liderados por Alberto de Austria y su esposa, la infanta española Isabel de Austria, el Papa Paulo V y su séquito de cardenales. Entre ambos grupos, se extiende un río donde los sacerdotes y misioneros de cada lado tratan de pescar a las personas que flotan a la deriva llevándolas a su respectiva orilla.

En política, polarización es el fenómeno por el cual la opinión pública se divide en dos extremos opuestos. También se refiere a las facciones extremas de un partido político que ganan espacio o apoyo dentro del mismo. En cualquiera de los casos, como consecuencia de la polarización, las voces moderadas pierden poder e influencia.
La polarización, por lo tanto, puede ser estudiada tanto como un estado, como un proceso. La polarización como estado se refiere a la medida en que las opiniones sobre un tema se oponen en relación con una máxima teórica. La polarización como proceso se refiere al aumento de dicha oposición a lo largo del tiempo.

## Definiciones

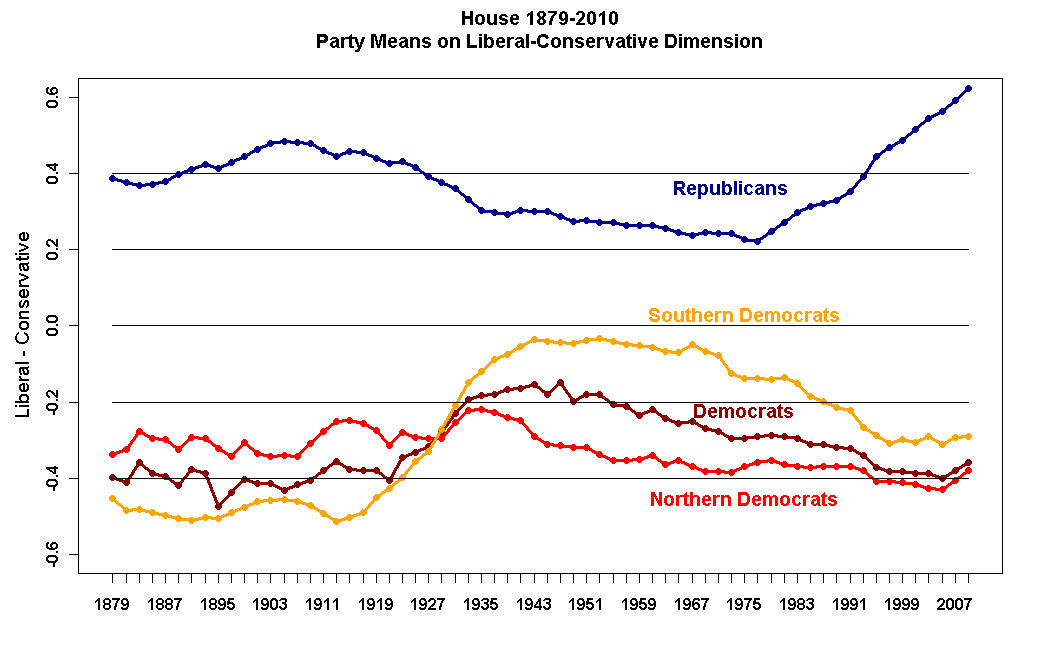
Gráfico que muestra la polarización en la Cámara de Representantes de los Estados Unidos entre 1897 y 2010.

El término «polarización» viene de la ciencia política. Es una medida del apoyo del electorado a cierta figura política o posición; no es una evaluación o un juicio de valor acerca de una figura política. No significa que una figura política no sea necesariamente electa. Las figuras políticas pueden recibir una respuesta polarizada del público a través de sus propias acciones, a través de giros históricos, o debido a fuerzas externas como el sesgo mediático.
Los politólogos definen polarización principalmente de dos maneras. La primera de ellas consiste en una polarización general, a veces llamada polarización popular, que ocurre cuando las opiniones divergen hacia polos de distribución o intensidad. Existen diversas maneras de medir la polarización popular, como por ejemplo, los sondeos del «termómetro afectivo» del American National Election Studies, que mide el grado de opinión que se tiene acerca de una figura política.
La otra forma que los cientistas políticos han estudiado es la polarización partidista, que sucede cuando el apoyo a una figura política o posición se diferencia de las líneas de su partido político, lo que en algunos países se conoce como personajes o grupos disidentes o «díscolos».